# Sonicflood
Sonicflood (SONICFLOOd) ist eine US-amerikanische christliche Pop-Band, die 1999 in Nashville, Tennessee gegründet wurde.
Bereits das 1999 erschienene Debüt-Album Sonicflood wurde mit dem Dove Award der Gospel Music Association in der Kategorie „Praise and Worship Album“ ausgezeichnet. 2001 wurde das Album Sonicpraise in der Kategorie „Best Gospel Rock Album“ für einen Grammy Award nominiert.

## Geschichte
Im Jahr 1999 wurde die Band von Ex-Lead Sänger Jeff Deyo, Gitarrist Mark Lee Townsend, Keyboarder Jason Halbert und Bassist Otto Price gegründet. Von den genannten Gründern ist heute keiner mehr in der Band.

## Diskografie
- 1997: Platinum (als Zilch)
- 1999: Sonicflood
- 2001: Sonicpraise
- 2001: Resonate
- 2003: Cry Holy
- 2004: Gold
- 2005: This Generation
- 2006: The Early Years
- 2006: Glimpse
- 2008: Heart Like Yours

## Auszeichnungen
- 1999: Dove Award für „Praise and Worship Album“: Sonicflood
- 2000: Dove Award für „Special Event Album“: City on a Hill (various artists)
- 2001: Grammy Award nominiert für „Best Gospel Rock Album“: Sonicpraise